# Албешть (Телеорман)
Албешть, Албешті (рум. Albești) — село у повіті Телеорман в Румунії. Входить до складу комуни Ведя.
Село розташоване на відстані 88 км на південний захід від Бухареста, 20 км на північний захід від Александрії, 108 км на схід від Крайови.

## Населення
За даними перепису населення 2002 року у селі проживали 773 особи, усі — румуни. Усі жителі села рідною мовою назвали румунську.